# Oplismenopsis
Oplismenopsis is een geslacht uit de grassenfamilie (Poaceae). De soort van dit geslacht komt voor in Zuid-Amerika.

## Soorten
De Catalogue of New World Grasses [11 april 2010] erkent de soort:
- Oplismenopsis abyssinicum